# کو بو
کو بو (انگلیسی: Qu Bo؛ زادهٔ ۱۵ ژوئیهٔ ۱۹۸۱) یک بازیکن فوتبال اهل جمهوری خلق چین است.